# Yerba Buena, Mexiko
Yerba Buena är en ort i Mexiko.   Den ligger i kommunen San Juan Mixtepec -Dto. 08 - och delstaten Oaxaca, i den sydöstra delen av landet, 270 km sydost om huvudstaden Mexico City. Yerba Buena ligger 2 117 meter över havet och antalet invånare är 206.
Terrängen runt Yerba Buena är lite bergig. Runt Yerba Buena är det ganska glesbefolkat, med 25 invånare per kvadratkilometer. Närmaste större samhälle är Santiago Juxtlahuaca, 14,7 km väster om Yerba Buena. I omgivningarna runt Yerba Buena växer huvudsakligen savannskog.